# أبقراطية وليلية
أبقراطية وليلية (الاسم العلمي: Hippocratea volubilis) هي نوع من النباتات يتبع جنس الأبقراطية من الفصيلة الحرابية.